# Scelotes poensis
Scelotes poensis — вид сцинкоподібних ящірок родини сцинкових (Scincidae). Ендемік Екваторіальної Гвінеї.

## Поширення і екологія
Scelotes poensis відомі за типовим зразком, зібраним на острові Біоко в Гвінейській затоці.